# Rhaphium albifrons
Rhaphium albifrons är en tvåvingeart som beskrevs av Zetterstedt 1843. Rhaphium albifrons ingår i släktet Rhaphium och familjen styltflugor. Arten är reproducerande i Sverige. Inga underarter finns listade i Catalogue of Life.